# Титон (окръг, Монтана)
Вижте пояснителната страница за други значения на Титон.
Окръг Титон (на английски: Teton County) е окръг в щата Монтана, Съединени американски щати. Площта му е 5939 km², а населението - 6085 души (2017). Административен център е град Шото.